# Абокер, Мохамед
Мохамед Абокер (араб. محمد أبوكار‎, род. 4 июня 1946) — сомалийский легкоатлет, выступавший в беге на средние дистанции. Участник летних Олимпийских игр 1972 года.

## Биография
Мохамед Абокер родился 4 июня 1946 года.
В 1972 году вошёл в состав сборной Сомали на летних Олимпийских играх в Мюнхене. В беге на 800 метров был дисквалифицирован в четвертьфинале. В беге на 1500 метров занял последнее, 10-е место в четвертьфинале, показав результат 3 минуты 59,5 секунды и уступив 18 секунд попавшему в полуфинал с 5-го места Ульфу Хёгбергу из Швеции. 
Был первым в истории знаменосцем сборной Сомали на церемонии открытия Олимпиады.

## Личный рекорд
- Бег на 800 метров — 1.51,3 (1973)[3]